# مظرف
في علم الحوسبة، المَظْرَف (بالإنجليزية: Shell)‏، هي قطعة من برنامج توفر واجهة للمستخدم. بصورة عامة، يشير المصطلح إلى قشرة نظام التشغيل التي توفر وصولاً إلى خدمات النواة Kernel. على كل حال، يمكن للمصطلح أن يُطلق على التطبيقات أو البرامج التي بُنيت على محتوي معين، مثل متصفحي الوب وعملاء البريد الإلكتروني والذي من الممكن اعتبارهم قشرة لمحرك تصميم لغة تأشير النص الترابطي.
يمكن تقسيم أنواع أغلفة أنظمة التشغيل إلى نوعين: نصية ورسومية. يُمثِّل واجهة سطر الأوامر نظام التشغيل، بينما يُمثِّل الرسومية واجهة مستخدم رسومية. في كلا النوعين يعتبر الغرض الأساسي من القشرة هو استدعاء أو تشغيل برنامج آخر، بالإضافة إلى ذلك يكون لدي القشرة دائماً قدرات آخري مثل عرض محتويات المجلدات.
المزايا المشتركة بين الواجهة النصية والرسومية محل خلاف دائماً . مستخدمو النصية يدعون أن هناك عمليات يمكن القيام بها أسرع بكثير من الرسومية (مثل نقل الملفات). من الناحية الأخرى، مستخدموا القشرة الرسومية يدافعون عن سهولة الاستخدام وبساطة القشرة الرسومية. في النهاية يعتبر الاختيار الأمثل هو الطريقة التي سيتخدم بها الحاسوب. كمثال، على خادم يستخدم أساساً لنقل الملفات وإجراء العمليات عن طريق إداريون خبراء، فتعتبر قشرة سطر الأوامر هي الاختيار الأمثل. وعلى الجانب الآخر، الواجهة الرسومية مناسبة أكثر لحاسوب يستعمل لتحرير الرسوميات وما أشبه.

## راجع أيضا
- ملف دفعي